# Microcina lumi
Microcina lumi is een hooiwagen uit de familie Phalangodidae.